# Keelaghatta, Maddur
Keelaghatta là một làng thuộc tehsil Maddur, huyện Mandya, bang Karnataka, Ấn Độ.